# Anthony Alvès
Pour les articles homonymes, voir Alves (homonymie).
Pas d'image ? Cliquez ici

a Compétitions nationales et continentales officielles uniquement.

b Matchs officiels uniquement.
Dernière mise à jour le 11 mars 2025.
Anthony Alvès, né le 23 juin 1989, est un joueur de rugby à XV, de nationalité civile française et international portugais, évoluant au poste de pilier. 

## Biographie

### Carrière en club
Natif d'Oyonnax, Anthony Alvès emménage avec sa famille à Bourg-en-Bresse à l'âge de deux ans. Il débute le rugby à l'âge de 5 ans, au sein du SA Bourg-en-Bresse. Il intègre ensuite le centre de formation de l'US bressane. En 2009, il change de formation espoir et intègre celle de l'US Montauban, puis est intégré au groupe sénior l'année suivante.
Il joue deux saisons à Montauban, disputant 25 rencontres de Fédérale 1, puis rejoint l'ASRC Chalon. Il y reste deux saisons, où il joue 30 matchs , avant de partir au Montluçon Rugby, où il joue 15 matchs. 
Après cinq saisons de Fédérale 1, il rejoint le Stade aurillacois en Pro D2. Lors de ces deux premières saisons, il est une solution de remplacement (14 titularisations pour 48 matchs joués), mais s'affirme lors des deux saisons suivantes (30 titularisations en 39 matchs). Remarqué pour ses prestations en mêlée, et ayant l'ambition de jouer en Top 14, il signe en 2019 au sein du FC Grenoble, qui ambitionne de jouer les premiers rôles en Pro D2. Il ne dispute que 2 matchs lors de sa première saison au club. S'il retrouve un peu plus de temps de jeu lors de sa deuxième saison, il reste peu utilisé par rapport à ses années précédentes avec Aurillac. Il change alors de club et rejoint le Stade montois, où il retrouve une place de titulaire.

### Carrière en sélection
Anthony Alvès choisit assez jeune de représenter le Portugal. Il joue ainsi avec les moins de 18 ans puis les moins de 21 ans de la sélection portugaise. En 2010, il décroche sa première sélection lors des tests de fin d'année, face aux États-Unis. Entre 2010 et 2012, il s'impose comme un cadre de la sélection. Il dispute ainsi 14 sélections pendant ce laps de temps.
Ses sélections vont ensuite se raréfier. Il dispute un match par an de 2013 à 2015, puis ne joue plus. Il revient brièvement en 2019 pour le barrage de promotion en championnat d'Europe face à l'Allemagne. Il ne joue pas en 2020, mais revient pour la clôture du championnat d'Europe 2020 en février 2021, puis est intégré au groupe du championnat d'Europe 2021.

## Statistiques

### En club
| 2010-2011 | US Montauban      | 11  | 0 |
| 2011-2012 | US Montauban      | 14  | 0 |
| 2012-2013 | ASRC Chalon       | 12  | 0 |
| 2013-2014 | ASRC Chalon       | 18  | 0 |
| 2014-2015 | Montluçon Rugby   | 15  | 0 |
| 2015-2016 | Stade aurillacois | 28  | 5 |
| 2016-2017 | Stade aurillacois | 20  | 0 |
| 2017-2018 | Stade aurillacois | 24  | 0 |
| 2018-2019 | Stade aurillacois | 15  | 0 |
| 2019-2020 | FC Grenoble       | 2   | 0 |
| 2020-2021 | FC Grenoble       | 12  | 0 |
| 2010-2021 | Total             | 171 | 5 |

### En sélection
| Année | Compétition                      | Matchs | Points | Essais |
| ----- | -------------------------------- | ------ | ------ | ------ |
| 2010  | Test matchs                      | 2      | -      | -      |
| 2011  | Championnat européen des nations | 5      | 5      | 1      |
| 2011  | Coupe des Nations                | 2      | -      | -      |
| 2012  | Coupe des Nations                | 3      | -      | -      |
| 2012  | Test matchs                      | 2      | -      | -      |
| 2013  | Championnat européen des nations | 1      | -      | -      |
| 2014  | Championnat européen des nations | 1      | -      | -      |
| 2015  | Test matchs                      | 1      | -      | -      |
| 2019  | Barrage Championship-Trophy      | 1      | -      | -      |
| 2021  | Championnat d'Europe 2020        | 1      | -      | -      |
| 2021  | Championnat d'Europe 2021        | 4      | -      | -      |
| 2021  | Test matchs                      | 1      | -      | -      |
| 2022  | Championnat d'Europe             | 2      | -      | -      |
| 2022  | Test matchs                      | 1      | -      | -      |
| 2023  | Championnat d'Europe             | 2      | -      | -      |
| 2023  | Test matchs                      | 2      | -      | -      |
| 2023  | Coupe du monde                   | 2      | -      | -      |
| 2025  | Championnat d'Europe             | 2      | -      | -      |
| Total | Total                            | 35     | 5      | 1      |

| Essai | Adversaire | Lieu                                      | Compétition                                | Date         | Résultat | Score |
| ----- | ---------- | ----------------------------------------- | ------------------------------------------ | ------------ | -------- | ----- |
| 1     | Ukraine    | Stade universitaire de Lisbonne, Lisbonne | Championnat européen des nations 2010-2012 | 19 mars 2011 | Victoire | 46-24 |